# الصف الثامن (فلم)
الصف الثامن (بالإنجليزية: Eighth Grade) هو فيلم دراما كوميدية أمريكي صدر في عام 2018 من تأليف وإخراج بو بورنهام، وهو أول فيلم من إخراجه. الفيلم يحكي حياة ومشاكل فتاة في الصف الثامن الدراسي، قامت بدورها إلسي فيشر، خلال الأسبوع الأخير قبل التحاقها بالمدرسة الثانوية. الفتاة تعاني من القلق في المواقف الاجتماعية ولكنها تعطي نصائح عن الحياة في فيدوهات مصورة وتنشرها علي مدونتها.
الفيلم مستوحي من صراعات بورنهام مع القلق عندما بدأ كتابة سيناريو في عام 2014. حيث كان لديه صعوبة في العثور على تمويل للمشروع حتى عام 2016، في النهاية بدء التصوير في سوفرن ووايت بلينز في نيويورك في صيف عام 2017. لاحظ بورنهام إلسي فيشر علي موقع يوتيوب ; الطاقم يضم أيضا جوش هاميلتون وإيميلي روبنسون. الفيلم يتحدث عن الاستخدام الزائد لوسائل الاعلام الاجتماعية والصحة النفسية للجيل زد والثقافة الجنسية.
صدر الفيلم لأول مرة في 19 يناير، كجزء من منافسة الأفلام الدرامية من الولايات المتحدة  في مهرجان صندانس السينمائي لعام 2018. بعد عرضه في مهرجانات أخرى، صدر الفيلم في دور العرض الأمريكية عن طريق شركة إيه 24 في 13 يوليو عام 2018. الفيلم حصل علي تصنيف R من جمعية السينما الأمريكية وهذا أدي الي انتقادات عديدة للتقيم، حيث أن القرار منع العديد من طلاب الصف الثامن من مشاهدة الفيلم.الفيلم حصل على العديد من الجوائز في مهرجانات الأفلام.

## الطاقم
الطاقم يشمل:
- إليزه فيشر في دور كايلا
- جوش هاملتون في دورمارك داي، والد كايلا
- إميلي روبنسون في دور أوليفيا، وهي طالبة في مدرسة ثانوية
- كاترين أوليفيري في دور كينيدي جريفز، زميل كايلا في المدرسة
- جيك ريان في دور جابي، ابن عم كينيدي
- لوقا بريل في دور أيدن ويلسون، زميل كايلا في المدرسة
- دانييل زولغادري في دور ريلي، أحد أصدقاء أوليفيا

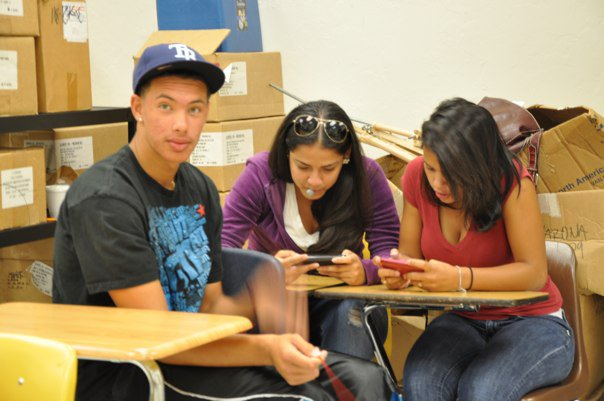
الرسائل النصية ووسائل الإعلام الاجتماعية تحتل موقعا بارزا في الفيلم.

### تصوير
تم تصوير الفيلم في سوفيرن، نيويورك في صيف عام 2017، التصوير في مدرسة سوفيرن الإعدادية تم في يوليو. بالنسبة لمشاهد مراكز التسوق، تم التقاط لقطات خارجية في مركز تسوق في غرب نياك، نيويورك، في حين تم تصوير المشاهد الداخلية داخل غاليريا في وايت بلينز.

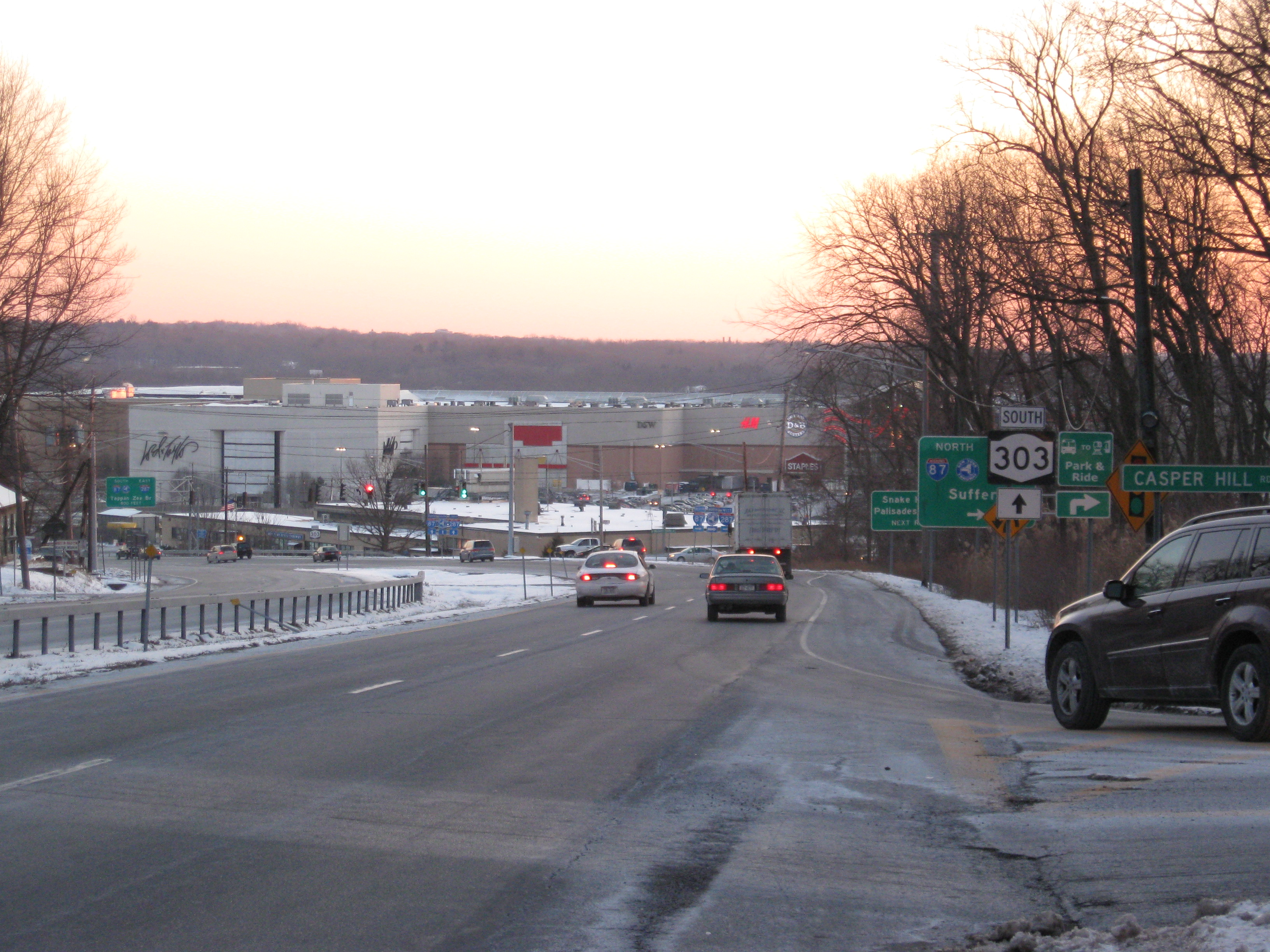
تصوير في الجزء الخارجي من نيويورك.

## روابط خارجية
مقالات تستعمل روابط فنية بلا صلة مع ويكي بيانات

لا توجد روابط لمواقع التواصل الاجتماعي.